# Eleccions al Parlament d'Ucraïna de 1998
Les Eleccions al Parlament d'Ucraïna de 1998 es van dur a terme el 29 de març de 1998. Foren les segones eleccions parlamentàries després del col·lapse de la Unió Soviètica i la independència d'Ucraïna. En comparació amb la primera elecció parlamentària aquesta vegada la meitat dels 450 escons parlamentaris estaven ocupats pels guanyadors d'un sol escó de 225 regions electorals territorials, i l'altra meitat es dividia entre els partits polítics i blocs, que van obtenir almenys el 4% del vot popular.

## Resultats de les eleccions parlamentàries
Resultat de les eleccions a la Rada Suprema de 29 de març de 1998
| Partits i blocs (hi participaren 30 partits i blocs; només 8 assoliren el 4% demanat)                                                         | Vot popular | Escons proporcionals | Escons individuals | Escons totals |
| --- | ----------- | -------------------- | ------------------ | ------------- |
| Partit Comunista d'Ucraïna | 24,7%       | 84                   | 37                 | 121           |
| Moviment Popular d'Ucraïna (Rukh) | 9,4%        | 32                   | 14                 | 46            |
| Partit Socialista d'Ucraïna/Partit Camperol d'Ucraïna                                                                                         | 8,6%        | 29                   | 5*                 | 34            |
| Partit Verd d'Ucraïna | 5,3%        | 19                   | 0                  | 19            |
| Partit Popular Democràtic | 5,0%        | 17                   | 11                 | 28            |
| Hromada | 4,7%        | 16                   | 8                  | 24            |
| Partit Socialista Progressista d'Ucraïna | 4,0%        | 14                   | 2                  | 16            |
| Partit Socialdemòcrata d'Ucraïna (unit) | 4,0%        | 14                   | 3                  | 17            |
| Altres partits/No afiliats | -           | -                    | 140                | 140           |
| Total |             | 225                  | 220                | 445           |
| Font: Comissió Electoral Central d'Ucraïna * - un diputat fou elegit pel Partit Socialista, no pel bloc i, per tant, compta com a no afiliat. |             |                      |                    |               |